# Большой Букор
Большо́й Букор — село (деревня до 2017 года) в Пермском крае России. Входит в Чайковский городской округ.

## География
Деревня расположена на реке Букорок (приток реки Сайгатка), примерно в 20 км к юго-востоку от города Чайковского.

## История
Населённый пункт известен с 1781 года как экономическая деревня Букор. Название получил по реке Букор. Определение «Большой» связано с тем, что рядом находится деревня Малый Букор (ранее Букор-Гусев). В годы коллективизации здесь образован колхоз «Первое Мая», который 29 декабря 1950 года был укрупнён.
Большой Букор с 10 марта 1982 до декабря 2004 года являлся административным центром Большебукорского сельского совета, с декабря 2004 до весны 2018 года — административным центром Большебукорского сельского поселения Чайковского муниципального района.

## Население
| 2010 | 2021  |
| ---- | ----- |
| 996  | ↗1040 |

## Улицы
В селе имеются улицы:
- Восточная ул.
- Зелёная 2-я ул.
- Зелёная ул.
- Луговая ул.
- Молодёжная ул.
- Нагорная ул.
- Победы ул.
- Садовая ул.
- Советская ул.
- Солнечная ул.
- Юбилейная ул.

## Топографические карты
- Лист карты O-40-109 Чайковский. Масштаб: 1 : 100 000. Состояние местности на 1982 год. Издание 1983 г.